# HMS Leviathan (1790)
HMS Leviathan (1790) — 74-пушечный линейный корабль третьего 
ранга. Второй корабль Королевского флота, названный HMS Leviathan в 
честь мифического левиафана. Третий линейный корабль типа Courageux. Заложен в мае 
1782 года. Спущен на воду 9 октября 1790 года на королевской верфи в Чатеме 
. Относился к так называемым «обычным 74-пушечным кораблям», нёс на верхней 
орудийной палубе 18-фунтовые пушки. Принимал участие во многих битвах периода французских революционных и наполеоновских войн, в том числе в Славном первом июня и Трафальгарском сражении.

## Служба

### Французские войны
В начале французских революционных войн он был частью средиземноморского флота, который в 1793 году находился в Тулоне по 
приглашению роялистов, но был вынужден покинуть город после нападения революционных войск под предводительством капитана Наполеона Бонапарта, который здесь положил начало своей блестящей карьеры. 
В 1794 году Leviathan, под командованием лорда Хью Сеймура, присоединился к Флоту Канала, которым руководил лорд Хау. Весной 1794 года Leviathan вместе с Флотом Канала вышел в море на перехват важного французского конвоя с зерном из Северной Америки. Найдя 5 мая французский флот все еще в Бресте, эскадра повернула в Атлантику, с намерением встать между конвоем и его будущим охранением. 
28 мая фрегаты лорда Хау обнаружили французский флот, но те оказались с наветра, так что британцам было затруднительно принудить их к бою. Только летучая эскадра контр-адмирала Пасли из самых быстрых двухдечных сумела добраться до хвоста французской линии. Французский 110-пушечный Révolutionnaire, бывший Bretagne, по собственной инициативе повернул им навстречу и по очереди попал под огонь 74-пушечных Russell, Bellerophon, Leviathan, Thunderer и Audacious. Французский корабль был тяжело поврежден и как будто даже спустил флаг, но несогласованность и плохая связь в сумерках между не меньше него 
поврежденными Audacious и Thunderer дала ему возможность бежать и под охраной 74-пушечного L’Audacieux уйти в Брест.
29 мая Хау попытался с подветра прорвать французскую линию. С дюжину британских кораблей вступили с серьезную перестрелку, и 
хотя некоторые имели повреждения, ни один не нуждался в помощи верфи, все остались в строю. Иначе обстояло у французов: 
нескольким пришлось вернуться в Брест, но их заменили 5 кораблей Нейи, которым повезло найти свой флот на следующий день.
1 июня оба флота сформировали линию на расстоянии 6 миль друг от друга. Leviathan был третьим кораблем британской колонны; он внёс важный вклад в британскую победу. Leviathan два часа вёл близкий бой с французским America, которому он нанес серьезные повреждения. Leviathan также был сильно поврежден, попав под огонь Eole и Trajan в ходе сражения. Всего в бою он потерял 11 человек убитыми и 32 ранеными .
В ноябре 1798 года Leviathan под командованием капитана Генри Дигби был флагманом эскадры коммодора Джона Томаса Дакворта, отправленной для захвата Менорки. Поздно вечером 11 ноября коммодор Дакворт стоял на якоре в Форнельсе, когда получил информацию что четыре корабля «предположительно линейные» были замечены между островами Менорка и Майорка. Коммодор сразу же вышел в море на Leviathan в сопровождении Centaur, Argo, и нескольких вооруженных «купцов» и направился к Сьюдадела. На рассвете 13 ноября на расстоянии восьми или девяти миль к юго-востоку от Сиудаделы, были замечены пять кораблей. Немедленно началось преследование. Неизвестные суда оказались четырьмя испанскими фрегатами — Flora, Casilda, Proserpine и Pomona, идущими из Барселоны в Маон. За день до этого, 12 ноября, испанцам удалось захватить британский шлюп Peterel и теперь они буксировали его на Майорку. Peterel был отбит Argo, но испанским фрегатам удалось уйти от погони .
6 февраля 1799 года Leviathan под командованием капитана Джона Бьюкенена вместе с 44-пушечным кораблем Argo (капитан Джеймс Боуэн) шли вдоль восточной оконечности Майорки, когда были обнаружены два испанских фрегата, стоящих на якоре под защитой береговой батареи. Фрегаты, которыми оказались 34-пушечные Santa-Teresa и Proserpine, сразу снялись с якоря и поставив все паруса двинулись на северо-восток. С наступлением сумерек фрегаты разделились и британские корабли, не сразу поняв это, продолжали преследовать Santa-Teresa. В полночь Argo догнал испанский фрегат и открыл по нему огонь из носовых орудий, но тот, даже видя, что Leviathan тоже почти настиг его, упорно не желал сдаваться. Он спустил флаг лишь получив бортовой залп Argo, который ранил двух человек и нанес заметный ущерб его такелажу .

### Наполеоновские войны
5 апреля 1800 года Leviathan (капитан Джеймс Карпентер, контр-адмирал Джон Томас Дакворт) был частью английской эскадры, 
которая находясь в Кадиском заливе обнаружила испанский конвой из 13 судов и бригов, который 3 апреля вышел из Кадиса в 
Южную Америку под защитой трех фрегатов, два из которых были Carmen и Florentina, оба 34-пушечных 12-фунтовых . На рассвете 6 апреля эскадра догнала один из бригов, и катера с Leviathan и Emerald, по командованием Чарльза Григори, второго лейтенанта Leviathan, устремились за ним в погоню. После 40-минутной перестрелки бриг сдался, и британцы устремились в погоню за конвоем. На рассвете 7 апреля Leviathan и Emerald догнали испанские фрегаты Carmen и Florentina и вынудили их сдаться. Emerald погнался за третьим фрегатом, но был отозван чтобы захватить торговые корабли. До наступления сумерек британцам удалось захватить четыре корабля, и они вместе со своими призами двинулись в Гибралтар .
После того как Вильнев отплыл из Тулона в Вест-Индию 29 марта 1805 года с эскадрой из одиннадцати линейных кораблей, шести фрегатов и двух шлюпов, Leviathan присоединился к эскадре Нельсона, которая устремилась за ним в погоню. Британцам так и не удалось обнаружить там франко-испанский флот, а 12 июня Нельсон узнал об уходе союзников и он с 11 кораблями вновь пустился в свою неутомимую погоню. Однако Вильнёв взял курс на Ферроль, а Нельсон на Кадис, полагая что противник направляется в Средиземное море.
В Трафальгарском сражении Leviathan под командованием капитана Генри Уильяма Баунтуна, был третьим кораблем наветренной 
колонны адмирала Нельсона на HMS Victory. Он прорезал линию противника и открыл огонь по Сантисима Тринидад. Затем он вступил в близкий бой с San Augustin и заставил его капитулировать. После битвы приз был подожжен и разрушен. Levithan потерял в сражении только 4 человека убитыми и 22 ранеными .

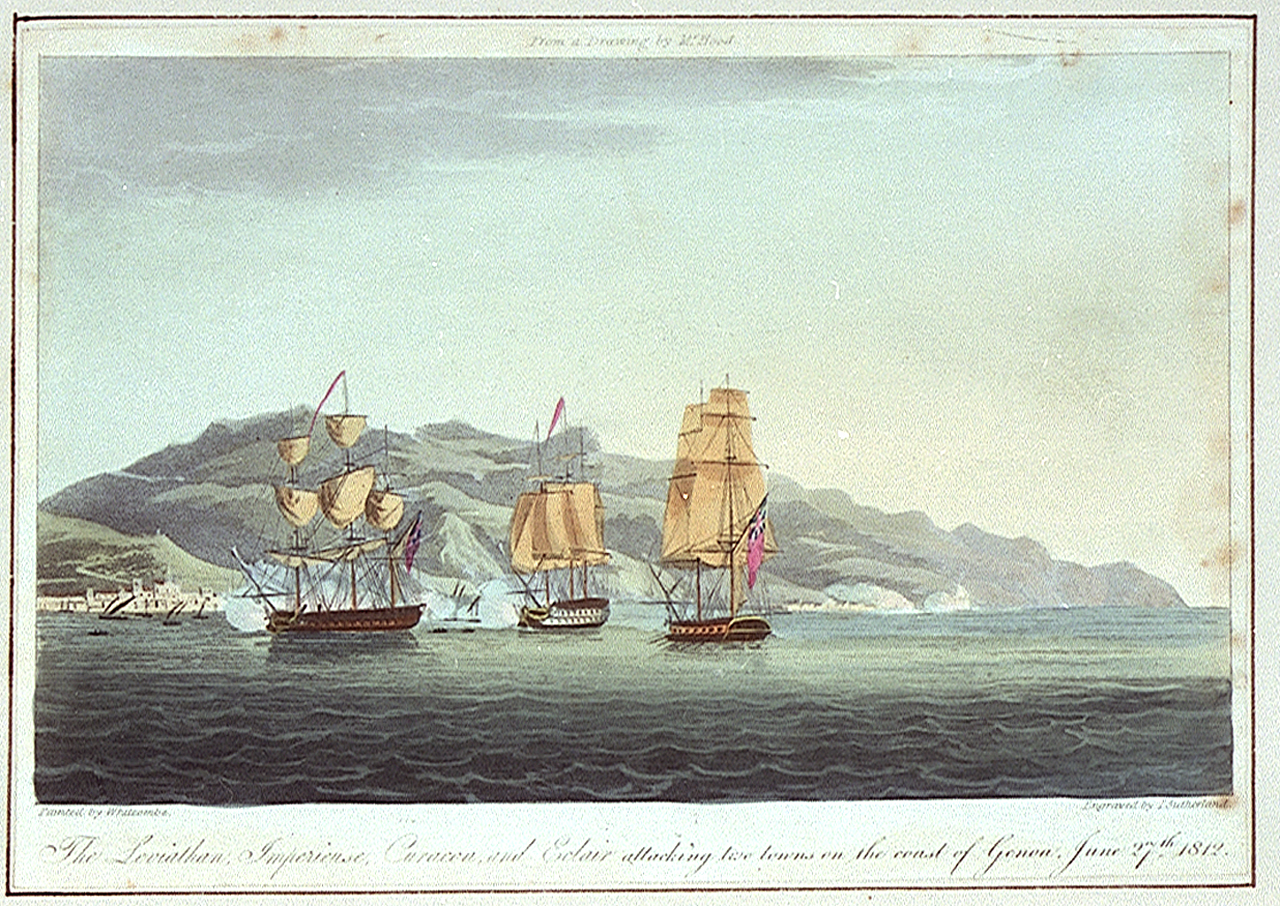
Атака французского конвоя у города Лайгуэлья

В октябре 1809 года Leviathan (капитан Джон Харви) был частью эскадры контр-адмирала Джорджа Мартина, которая находилась у 
берегов Каталонии и была отправлена на перехват небольшой французской эскадры контр-адмирала Франсуа Бодена, идущей из Тулона. Утром 23 октября HMS Volontaire обнаружил французскую эскадру и британцы устремились в погоню, но потеряли её из вида. HMS Tigre обнаружил Robuste, Borée, Lion и Paulineу на рассвете 24 октября, но флоты снова потеряли друг друга. Контакт был вновь установлен утром 25 октября, и погоня возобновилась. Пытаясь уйти от преследования Robuste и Lion сели на мель возле Фронтиньяна. После двух часов бесплодных попыток спасти корабли, Боден приказал им затопить. Они были подожжены и взорвались в 22:30 .
9-10 мая 1812 года Leviathan под командованием капитана Патрика Кэмпбелла вместе с 74-пушечным кораблем America и 
18-пушечным шлюпом Eclair напали на французский конвой из 18 тяжелогруженых судов, которые укрылись под защитой береговых батарей у города Лайгуэлья. На рассвете 10 мая морские пехотинцы с обоих кораблей (около 250 человек) высадились на берег и уничтожили две береговые батареи, после чего с кораблей были отправлены шлюпки для захвата торговых судов. Британцам удалось отбуксировать 16 груженых судов, еще одно было сожжено в гавани, а другое было слишком повреждено выстрелом и затонуло. В этой операции англичане потеряли 16 человек убитыми и 20 ранеными.
В 1816 году, после окончания наполеоновских войн, Leviathan был преобразован в плавучую тюрьму, и оставался ею до 1848 года, когда он был продан на слом .